# Universidade Estadual Paulista em São Vicente
O Campus Litoral Paulista é um campus da Universidade Estadual Paulista Júlio de Mesquita Filho (UNESP), localizado no município de São Vicente.
É uma instituição de Ensino Superior do Governo do estado de São Paulo, focado no ensino e pesquisa na área das Ciências Biológicas. Foi a primeira universidade pública na Baixada Santista, e é constituída pelo Instituto de Biociências (IB-CLP), criado em 1999, e o Instituto de Estudos Avançados do Mar (IEAMar) como Unidade Complementar.

## História
Em 1993, inaugurou-se o Centro de Ensino e Pesquisa do Litoral Paulista (CEPEL), como Unidade Complementar da Universidade Estadual Paulista, visando oferecer apoio às atividades dos docentes das demais Unidades Universitárias da UNESP que desenvolviam projetos na região.
Posteriormente, através da Resolução nº 25/99, o CEPEL deixou de ser uma Unidade Complementar e foi elevado à condição de Campus Universitário, com a implantação de seu primeiro curso em 2001.
O Instituto de Estudos Avançados do Mar (IEAMar) foi criado como Unidade Complementar em 2011, e inaugurado em 2016, com o objetivo de explorar os potenciais científicos da região litorânea para o uso sustentável dos seus recursos e em troca com a população. Atualmente, o IEAMar está distribuído em seis polos, com São Vicente sendo a sede.

### Primeira universidade pública da Baixada Santista
O Campus Litoral Paulista ofertou o primeiro curso superior de uma Universidade Pública na região da Baixada Santista, com o curso integral de Bacharelado em Ciências Biológicas com Habilitações em Biologia Marinha e Gerenciamento Costeiro.
Em 2012, foi implantado também o curso noturno de Licenciatura em Ciências Biológicas, no período noturno.

### Investimentos
Na cerimônia de 25 anos do campus, a Reitoria da UNESP anunciou um investimento de R$ 23 milhões na construção de um novo prédio no Campus, além de assinar uma carta de intenção para a construção de um espaço multidisciplinar em apoio ao "Plano dos 500 Anos" do município de São Vicente.